# جکی جکسون
زیگموند اسکو «جکی» جکسون (به انگلیسی: Sigmund Esco "Jackie" Jackson) (زادهٔ ۴ مه ۱۹۵۱) خوانندۀ آمریکایی است. او در شهر گری ایالت ایندیانا متولد شد. وی فرزند دوم خانواده جکسون و برادر خوانندهٔ معروف، مایکل جکسون است. او از اعضای گروه جکسون ۵ بود.